# Anna Möller (kvinnosakskvinna)
Anna Maria Charlotta Möller, född Grell 20 juli 1874 i Kimstads församling, död 17 maj 1949 i Sköldinge församling, var en svensk kvinnosakskvinna. Hon var ordförande för Föreningen för kvinnans politiska rösträtt i Sköldinge 1916–1921.